# Me’ir Awizohar
Me’ir Awizohar (hebr.: מאיר אביזוהר, ang.: Meir Avizohar, ur. 27 września 1923 w Jerozolimie, zm. 31 sierpnia 2008) – izraelski historyk, działacz społeczny, dziennikarz i polityk, w latach 1969–1974 poseł do Knesetu z Listy Państwowej.

## Życiorys
Urodził się 27 września 1923 w Jerozolimie w ówczesnym brytyjskim mandacie Palestyny.
W rodzinnym mieście ukończył szkołę średnią oraz studia na Uniwersytecie Hebrajskim. Był członkiem żydowskiej organizacji młodzieżowej Ha-Mahanot ha-Olim oraz kibucu Chamadja. W 1944 dołączył do lewicowej żydowskiej partii Mapai.
Od 1949 do 1950 był redaktorem „BaMachane” – tygodnika wydawanego przez Siły Obronne Izraela. W latach 1950–1951 był wśród założycieli Ejlatu – jedynego izraelskiego miasta nad Morzem Czerwonym. W latach 1952–1954 ponownie był redaktorem „BaMachane”, a od 1952 do 1953 w Ministerstwie Rozwoju kierował departamentem zajmującym się doliną Ha-Arawa i pustynią Negew. Następnie kierował departamentem zajmującym się informacją i edukacją żydowskich ruchów młodzieżowych.
Kontynuował studia na London School of Economics. Uzyskał doktorat z historii.
W latach sześćdziesiątych był członkiem rady redakcyjnej wydawanej przez Histadrut gazety „Dawar” (1961–1965) oraz czasopisma „Ha-Po’el ha-ca’ir” (1961–1963).
W 1965 śladem Dawida Ben Guriona opuścił Mapai i dołączył do stworzonej przez niego nowej partii – Rafi, a gdy były premier założył w 1969 Listę Państwową, Awizohar ponownie zmienił przynależność partyjną. To właśnie z Listy Państwowej w wyborach parlamentarnych w 1969 po raz pierwszy i jedyny dostał się do izraelskiego parlamentu. W siódmym Knesecie zasiadał w komisjach konstytucyjnej, prawa i sprawiedliwości; pracy oraz edukacji i kultury. Od 1970 był jednocześnie wykładowcą na Uniwersytecie Telawiwskim. 25 kwietnia 1974 opuścił Listę Państwową i przez przeszło rok zasiadał w ławach Knesetu jako niezależny poseł. 17 lipca 1973 dołączył do Koalicji Pracy i pozostał w niej do końca kadencji. W kolejnych wyborach nie uzyskał reelekcji.
Od 1979 był wykładowcą Uniwersytetu Bar-Ilana w Ramat Ganie. Kierował instytutem pamięci Ben Guriona w Sede Boker. Był redaktorem wydawanych pośmiertnie dzienników „Ojca Narodu”. W latach 1984–1994 opublikował cztery książki, dotyczące m.in. syjonizmu oraz biografię Goldy Meir.
Zmarł 31 sierpnia 2008.